# 삼성바이오로직스
삼성바이오로직스(영어: Samsung BioLogics, 三星바이오로직스)는 바이오 의약품 위탁생산(CMO)을 주요 사업으로 하고 있는 삼성그룹 계열 생명공학 기업으로, 본사는 인천 송도에 소재해 있다.

## 개요
자체 생산 역량이 부족하거나 의약품 R&D 및 마케팅에 사업 역량을 집중하기 위해 생산을 전략적으로 아웃소싱하는 글로벌 제약사를 고객으로 두고 있다. 주요 고객사로는 로슈, 브리스톨 마이어스 스큅(BMS), 일라이릴리 등이 있다.

## 역사
회사는 2016년 11월 10일부로 코스피에 상장했으며, 2020년 매출 1조 1,648억원, 영업이익 2,928억원을 기록, 창사 9년만에 매출액 1조원을 돌파하는 등 가파른 성장세를 보이고 있다. 주요 주주는 삼성 그룹 계열사로, 삼성전자와 삼성물산이다.
회사는 기존 제1~4공장에 더해 2023년 4월에 18만L 규모의 바이오의약품 생산공장 신설에 착공했다. 2025년 하반기 준공 예정이며, 5공장에는 기존 제1~4공장의 작업체계를 도입해 근무자들이 신속하게 적응할 수 있도록 할 예정이다. 제5공장 증설을 시작으로 세계 최대 규모의 생산능력 기록을 자체 경신할 제2 바이오캠퍼스가 2032년 완공 예정이다.
삼성그룹은 반도체 이후 바이오를 신사업 동력으로 삼고 있는데, 바이오 의약품을 위탁생산하는 삼성바이오로직스와 바이오시밀러 개발을 담당하는 삼성바이오에피스 자회사가 삼성 그룹의 바이오 사업을 이끌고 있다.

### 연혁
| 일 자            | 내 용 |
| ---------------- | --- |
| 2011년 4월 22일  | 삼성바이오로직스 설립                                                                                              |
| 2011년 4월 28일  | 송도부지 토지임대차 계약                                                                                           |
| 2011년 5월 6일   | 송도 제1공장 착공                                                                                                  |
| 2012년 2월 28일  | 삼성바이오에피스 설립                                                                                              |
| 2013년 7월 18일  | BMS 원제 생산계약 체결                                                                                             |
| 2013년 9월 23일  | 송도 제2공장 착공                                                                                                  |
| 2013년 10월 18일 | 로슈와 원제 생산계약 체결                                                                                          |
| 2014년 4월 16일  | BMS 원제 생산계약 확장 및 완제 생산계약 체결                                                                       |
| 2014년 6월 2일3  | Archigen Biotech Limited 합작사 설립                                                                               |
| 2014년 7월 4일   | 최대주주 사명 변경 (삼성에버랜드→제일모직)                                                                         |
| 2015년 9월 2일   | 최대주주 변경 (변경전: 삼성전자 46.79%, 제일모직 46.79%, 삼성물산 4.25%→ 변경후: 삼성물산 51.04%, 삼성전자 46.79%) |
| 2015년 11월 12일 | 송도 제3공장 착공                                                                                                  |
| 2015년 11월 30일 | 미국 FDA로부터 송도 1공장 제조 승인                                                                                |
| 2016년 4월 1일   | 삼성바이오에피스 바이오시밀러제품 생산계약 체결                                                                    |
| 2016년 5월 3일   | 미국 제약사와 완제 생산계약 체결                                                                                   |
| 2016 7월 29일    | 유럽 EMA로부터 송도 1공장 제조 승인                                                                                |
| 2016년 11년 10일 | 기업공개 코스피 상장                                                                                               |
| 2016년 11월 16일 | Cilag 원제 생산계약 체결                                                                                           |
| 2017년 1월 24일  | 스위스 소재 제약회사 원제 생산계약 체결                                                                            |
| 2017년 7월 4일   | 선 파마와 원제 생산계약 체결                                                                                       |
| 2017년 7월 20일  | 유럽 소재 제약회사 원제 생산계약 체결                                                                              |
| 2017년 9월 6일   | Ichnos Sciences 원제 생산계약 의향서 체결                                                                          |
| 2017년 9월 22일  | 미국 FDA로부터 송도 제2공장 제조 승인                                                                              |
| 2017년 11월      | 송도 제3공장 준공                                                                                                  |
| 2017년 12년 21일 | 유럽 EMA로부터 송도 제2공장 제조 승인                                                                              |
| 2017년 12월 21일 | UCB와 원제 생산계약 체결                                                                                           |
| 2018년 2월 1일   | 아시아 소재 제약회사 추가 생산계약 체결                                                                            |
| 2020년 10월 29일 | 미국 샌프란시스코 CDO 연구개발 센터 개소                                                                           |
| 2020년 11월 18일 | 송도 제4공장 착공                                                                                                  |
| 2022년 10월      | 송도 제4공장 준공                                                                                                  |
| 2023년 4월 23일  | 송도 제5공장 착공                                                                                                  |

## 같이 보기
- 삼성바이오에피스: 바이오시밀러를 연구·판매하는 삼성그룹 계열사이다.

## 논란

### 분식회계 의혹
삼성바이오로직스는 2015년에 삼성바이오에피스 합작사인 미국 바이오젠의 콜옵션을 등장시킨 뒤, 지배력이 상실될 수 있다는 이유를 들어 삼성바이오에피스를 종속회사에서 관계회사로 변경했다. 관계회사로 회계기준을 변경하면 장부가격이 아닌 시장가격으로 평가받는데, 이를 통해 에피스 가치를 4조 8,086억원으로 늘렸다.
2018년 11월 14일, 금융위원회 산하 증권선물위원회에서 해당 회계처리에 대해 고의적 분식회계로 결론을 내리면서, 삼성바이오로직스 주식은 거래 정지되었다. 바이오젠이 보유한 삼성바이오에피스에 대한 콜옵션 사실을 삼성바이오로직스가 고의로 공시에서 누락했다는 것이 증선위의 판단이다. 증선위는 재무제표 수정, CEO 및 CFO 해임권고, 감사인 지정, 검찰 고발, 과징금 80억원을 의결했으며, 12월에 금융위원회는 과징금 80억 원을 확정하였다.
이후 12월 11일, 한국거래소 기업심사위원회가 거래 재개 및 상장 유지 결정을 내려 거래가 재개됐다. 2019년 1월 22일, 서울행정법원은 삼성바이로로직스가 증권선물위원회를 상대로 '행정처분의 효력을 정지해달라'며 낸 청구를 인용했다. 법원의 결정에 따라 과징금 처분 등에 대한 효력이 일시적으로 정지된다.
삼성바이오로직스는 22년 5월 25일 기준 시가총액 59조, PER 116배로 거래, 당국에서 주장한 주식 과대평가 논란이 무색한 시장 평가를 받고 있는 중이다. (오히려 합병시 가치가 과소평가 되었다고 해도 과언이 아니다)

## 코로나19
2021년10월28일 삼성바이오로직스(Samsung BioLogics)가  코로나19 백신 모더나를 첫 출하하였다. 이는 올해 5월22일 모더나(Moderna)가  삼성바이오로직스와 모더나 코로나19 mRNA 백신인 mRNA-1273에 대한 완제 위탁생산 계약을 체결한지 약6개월여만이다.  한편 인천경제자유구역청은 2021년 11월 3일자로 삼성바이오로직스와 송도5공구 첨단산업 클러스터내 1만㎡에 대한 토지매매 계약을 체결했다고 밝혔다. 이는 삼성바이오로직스(Samsung BioLogics)가 인천 송도에 유전자 의약품 특화 제조시설 건립을 위한 본격적인 심화단계에 돌입했음을 보여준다. 이 시설은 슈퍼플랜트 제4공장과 같은해 2023년 완공을 예정으로 실증과학과 연계된 세계적인 수준의 기술을 보유한 유전자 전달 플랫폼에 대한 연구개발이 본격적으로 가동됨을 시사한다.